# Straatnaam

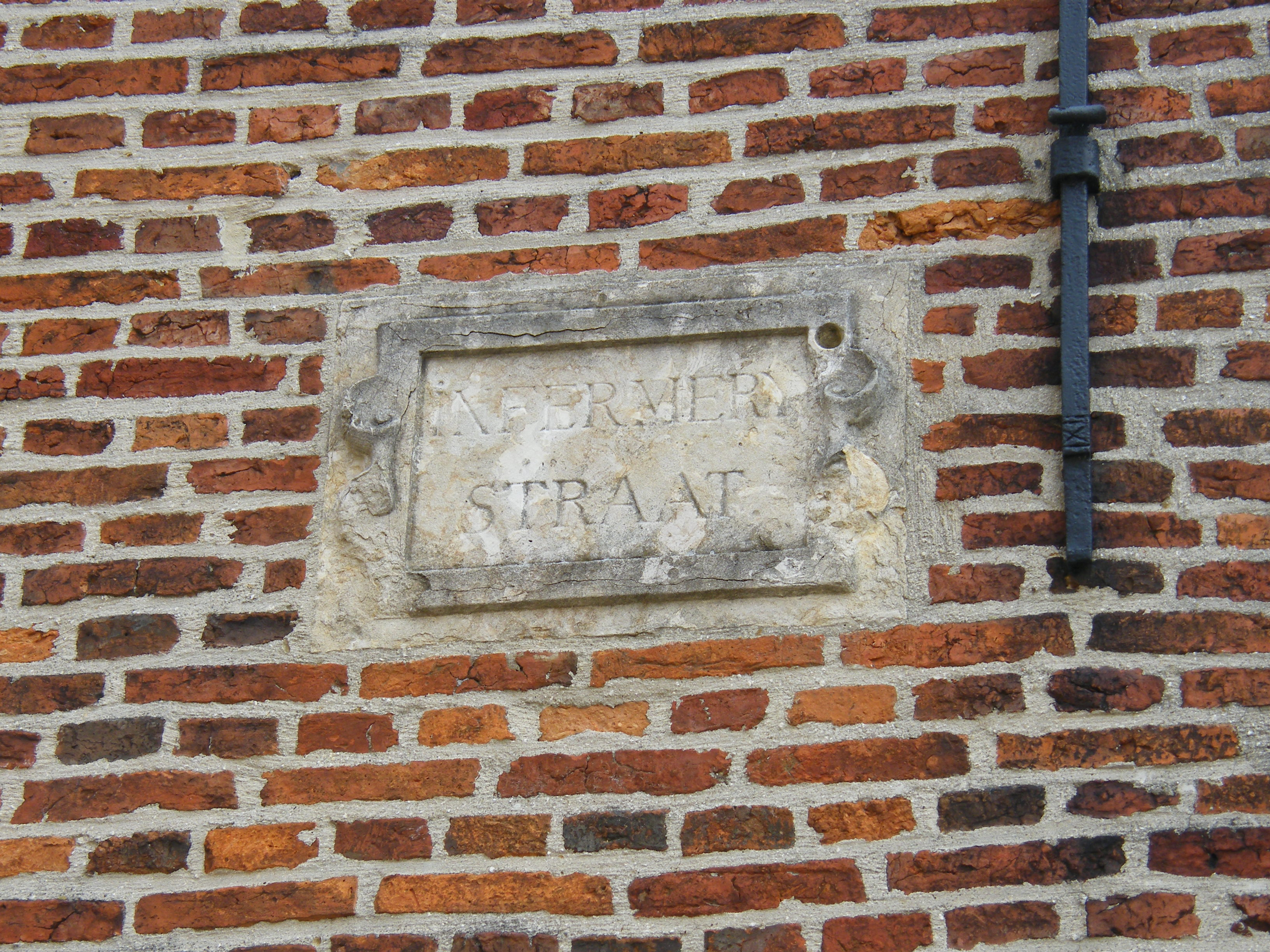
Oude straatnaam in natuursteen (Infirmerijstraat te Diest)

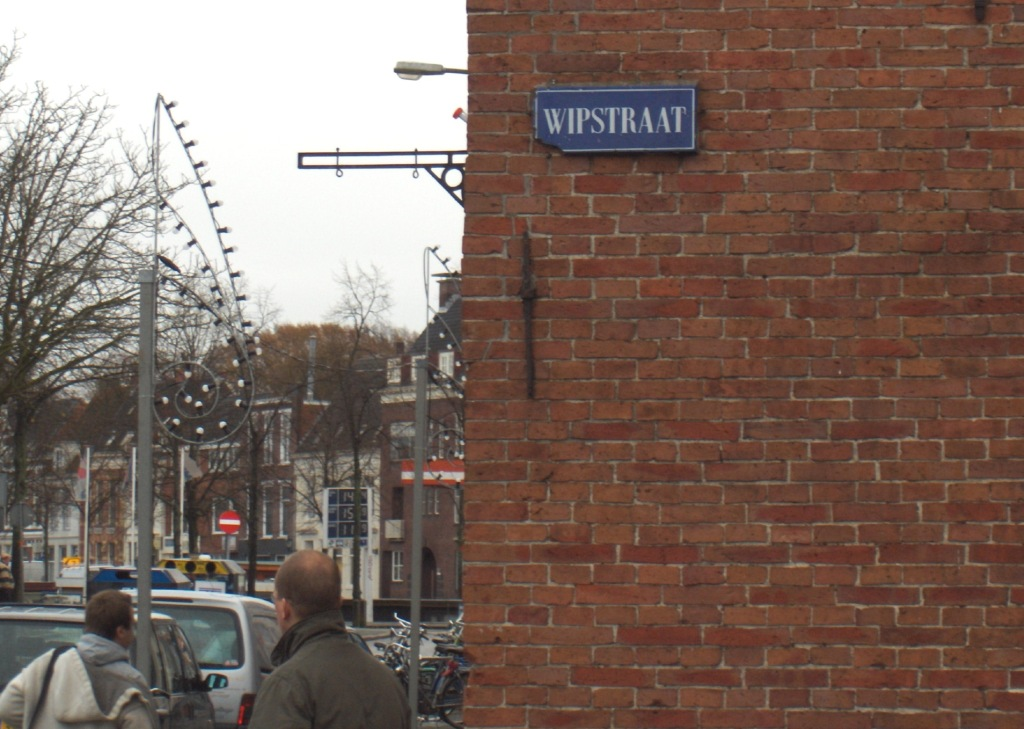
Straatnaambord in Groningen

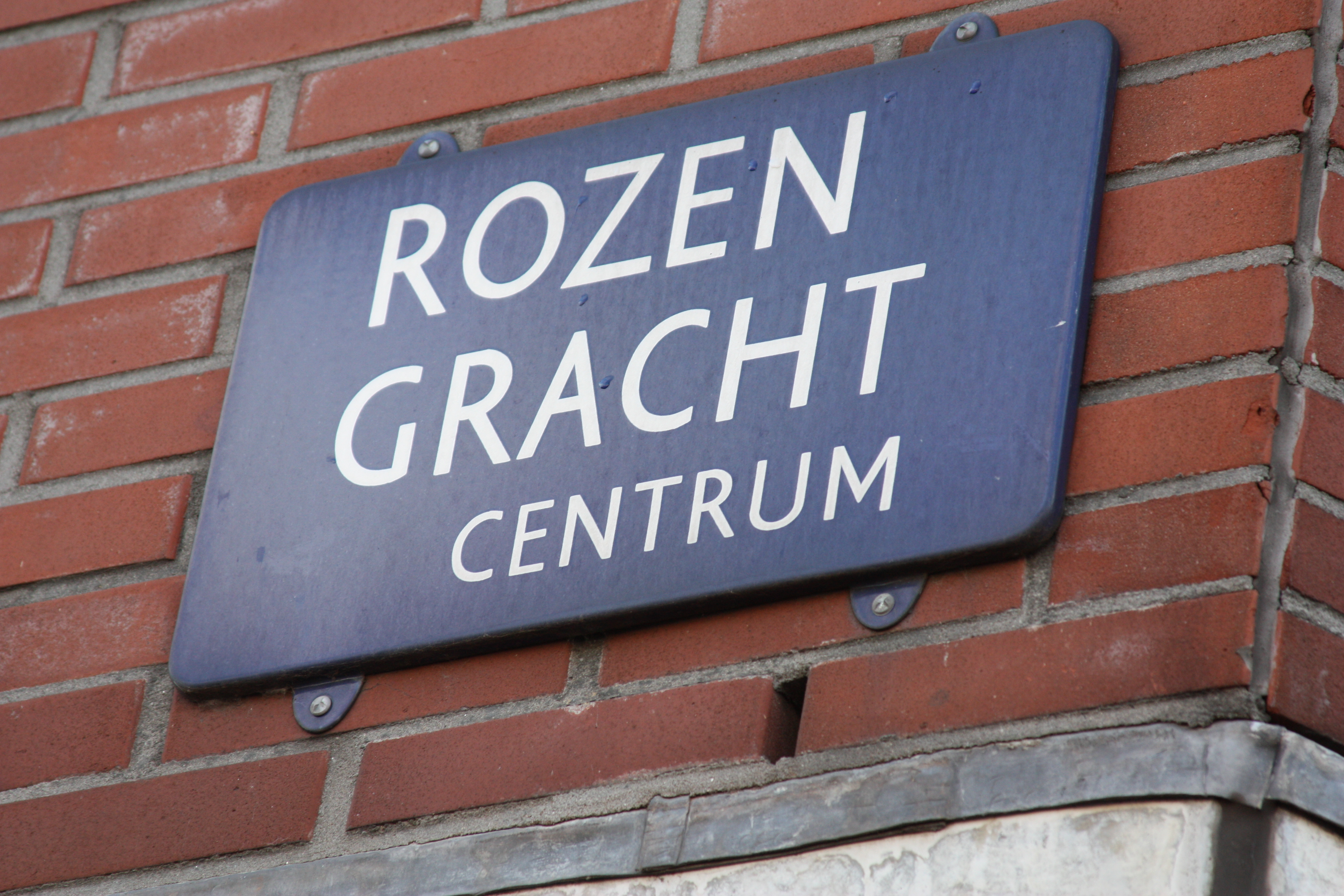
Straatnaambord Rozengracht, Amsterdam-Centrum

Een straatnaam of hodoniem is een naam om openbare ruimten als straten, lanen, wegen en stegen mee aan te duiden. De hodonymie of straatnaamkunde, vormt een onderdeel van de toponymie of plaatsnaamkunde. Een straatnaam dient voor de oriëntatie en voor het vormen van adressen en wordt in veel landen gebruikt voor het adresseren van post. Ook bij bijvoorbeeld een plein of weg spreekt men van een straatnaam, niet van een wegnaam of pleinnaam.

## Soortnaam en eigennaam
Straatnamen zijn in het Nederlandse taalgebied bekend sinds de middeleeuwen. Ze worden gevormd uit een soortnaam plus een eigennaam. Het weglaten van de soortnaam is sinds circa 1970 niet ongebruikelijk.
De soortnaam geeft aan om welk type openbare ruimte het gaat. 'Straat' is een neutrale aanduiding voor een openbare ruimte; steeg, gang, pad of hofje zijn kleiner dan een straat. Passage is een specifieke aanduiding voor een overdekte winkelstraat; laan, dreef en allee hebben een groen karakter. Pleinachtige structuren heten plein, markt, hof of plantsoen. Een weg of een baan zijn langer en breder dan een straat. Ook parken hebben namen.
Soortnamen voor autoloze straten zijn bijvoorbeeld: domein, erf, wijk, buurt, goed of plaats. Straatnamen ontleend aan oude arbeidersbuurten zijn bijvoorbeeld hof, plaats, gang, rijtje en beluik. Namen van straten met een groen karakter eindigen bijvoorbeeld op: tuintjes, boompjes, pad, laantje, veld, allee of promenade. 
De eigennaam onderscheidt de straat, het pad of de laan van andere straten, paden en wegen.
Een straatnaam gevormd uit één woord komt weinig voor. Dit heet proprialisering, de ontwikkeling van soortnaam tot eigennaam: de Dreef, de Markt, de Kaai, het Park, het Plein, de Brink.
Straatnamen zijn meestal samengesteld uit maximaal drie woorden. Meer woorden geeft problemen met het onthouden van de naam en met de uitspraak. Vergelijk de Zeebodemkolonistenweg in Almere.

## Benoemingsmotief
Om onderscheid te maken wordt een soortnaam meestal gekoppeld aan een eigennaam. Dit heet het benoemingsmotief. Een straat is bijvoorbeeld genoemd naar een natuurlijk landschapselement: zand donk, berg; of herinnert aan een agrarisch verleden: Akkerstraat, Katerstraat.
Een straat kan vernoemd zijn naar een bepaalde vorm of fysieke eigenschap: breed – smal, recht – krom, kort – lang, groot – klein, wijd – eng: Kromme Elleboog, Rechtboomssloot; of van recentere datum zijn: Nieuwe Hoogstraat; of een specifieke functie hebben: Hoofdweg.
Een straat wordt vaak genoemd naar een gebouw dat zich in in die straat bevindt, of waar een straat of weg naartoe loopt: kerk-, toren-, burcht-, school-, (tol)brug-, molen, gasthuis-, stations-weg of -straat. In de middeleeuwen ontleende een straat vaak zijn naam aan een huisnaam: Morenstraat, Maastricht, naar het hoekhuis In den Moriaan; Potkanstraat, Breda; Achter de Engelse Pispot, Den Bosch. Een recenter voorbeeld is het Moskeeplein in Utrecht. Verdere voorbeelden zijn Fabrieksstraat, Watertorenstraat en Vliegveldweg.

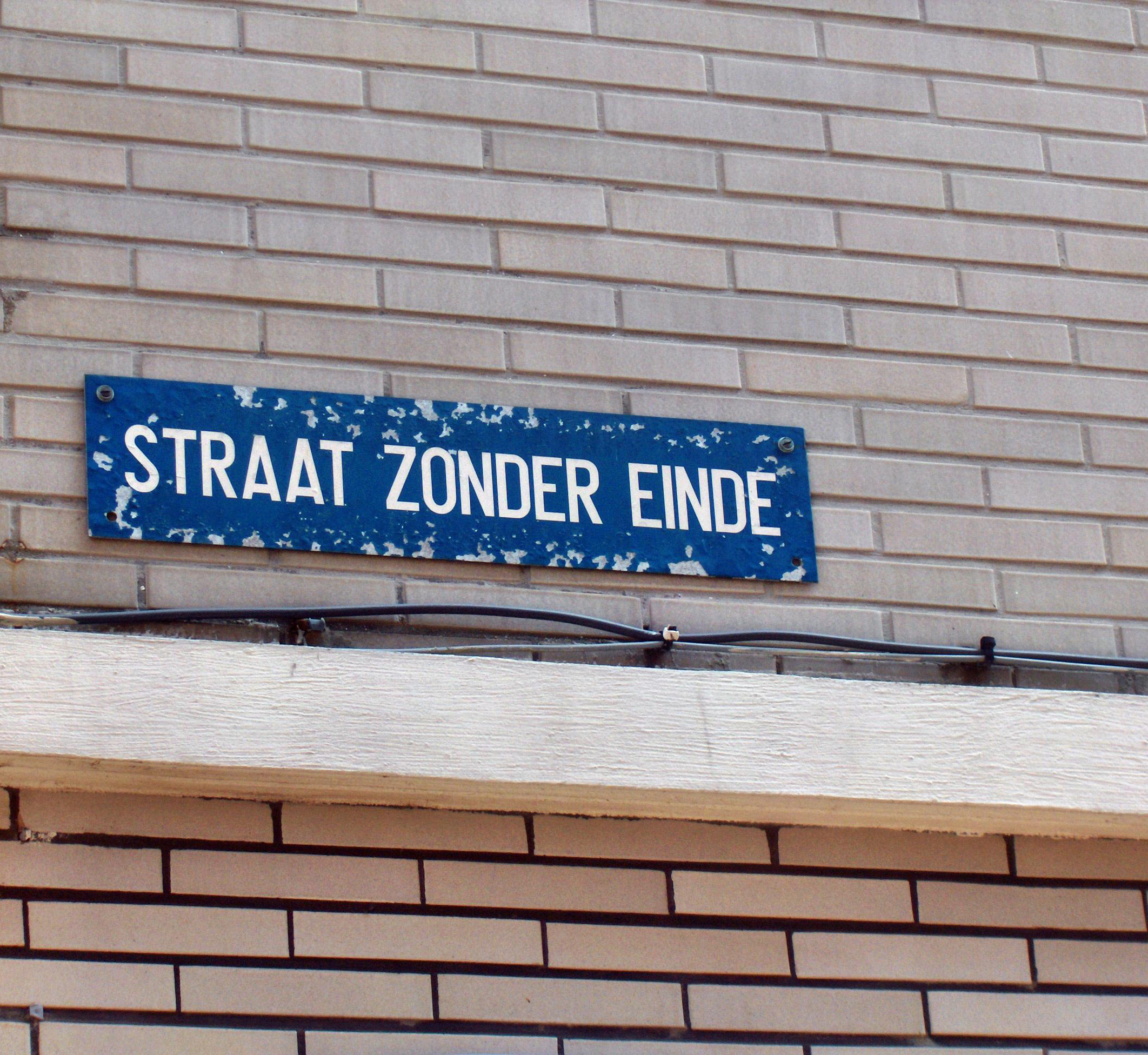
Straat in Oostende

Straatnamen ontleend aan economische bedrijvigheid zijn bijvoorbeeld Vismarkt, Houtmarkt, Turfmarkt, Smedenstraat. Recentere voorbeelden zijn namen als Industriestraat en Nijverheidsstraat.
Een straat of weg kan naar een naburig dorp of een wat verder weg gelegen stad leiden. Iedere stad of dorp heeft straatnamen als: Wassenaarseweg, Gronausevoetpad, Hinthamerstraat. Een recent voorbeeld vormt de Oosterhoutse Busbaan in Breda.
Soms ontleende een straat zijn naam  aan een specifieke groep mensen die er woonde: Barteljorisstraat, Minnebroederssteeg. In de middeleeuwen werden straten weleens genoemd naar de grondeigenaar of -eigenares, zoals het Vrouwjuttenland in Delft (1432) en het Nonnenveld in Breda (1533). Ook Heiligen leverden middeleeuwse straatnamen.
Verder kan elke eigenschap die de straat onderscheidt van andere straten als straatnaam dienen. Zo zijn opvallende straatnamen als de Apendans in Den Haag, de Duivelshoek in Breda, of de Poepershoek in Steenwijkerland, heel wel te verklaren.
Straatnamen kunnen afslijten en daarmee veranderen. Soms wordt de oorspronkelijke herkomst daarmee onduidelijk.
Straatnamen dienen ter oriëntatie. Ook straten en wegen waar geen huizen staan moeten dus een naam hebben.

## Huisnummering en straatnamen
Merkwaardigerwijs heeft de overheid eerst een officiële huisnummering ingevoerd en pas daarna officiële straatnamen met straatnaamborden.
In de middeleeuwen en daarna waren huizen te vinden met behulp van een straatnaam en een huisnaam op een gevelsteen of uithangbord. In de dorpen werden de huizen aangeduid met een eigennaam of de naam van een buurtschap, wijk of gehucht.
In de loop van de achttiende eeuw is in verschillende Europese landen geëxperimenteerd met huisnummersystemen, in verband met belastingheffing of het inkwartieren van troepen. Huisnummering werd het eerst toegepast in de steden en pas later uitgebreid tot het platteland. Na de Franse revolutie, het einde van het ancien régime, is de huisnummering standaard ingevoerd in heel Europa. Aanvankelijk werden alle huizen in een stad achter elkaar genummerd, soms werden ze genummerd per wijk, met een wijkletter. De huisnummering en straatnamen stonden dus een tijdlang los van elkaar en vormden twee gescheiden systemen. Al spoedig ging men straatnamen en huisnummers combineren tot adressen. In 1805 werd in Parijs het huidige nummersysteem ingevoerd, met een straatnaam en een nummering per straat, met aan de rechterkant van de straat de even nummers en aan de linkerkant de oneven.
In de Franse tijd werden in de meeste steden in Nederland de huizen genummerd in verband met de Franse inkwartiering. In 1807 werd een nieuwe belastingwet ingevoerd, de verpondingswet en moesten ook in de dorpen de huizen worden genummerd. De huizen werden genummerd per wijk (A, B, C, D, ...). Al snel werden in de steden straatnaambordjes aangebracht en ging men adressen gebruiken, samengesteld uit een combinatie van straatnaam en wijkletter, plus huisnummer. In de dorpen gebruikte men een combinatie van buurtnaam plus huisnummer. In de negentiende eeuw werd het postverkeer steeds intensiever en daarmee de noodzaak van een goede adressering steeds groter.
Uiteindelijk voerden steeds meer steden het Parijse systeem in, waarbij de huizen per straat werden genummerd, met even en oneven nummers. Brussel deed dit vlak na Parijs, Antwerpen volgde in 1856, Amsterdam in 1875, Utrecht in 1879 in de buitenwijken en in 1891 in de binnenstad, Dordrecht tussen 1883 en 1885, Breda 1897 en Den Bosch pas in 1909.
Pas na de Tweede Wereldoorlog werd overal in Nederland het systeem ingevoerd van straatnaam plus huisnummering per straat. Met het invoeren van de huisnummering per straat, moesten overal officiële straatnamen worden vastgesteld en moesten straatnaamborden worden aangebracht. Het dorp Ottoland in Zuid-Holland is waarschijnlijk nog de enige plaats waar huizen zijn genummerd in twee wijken, A en B. Wel zijn daar na 1980 nog straten met echte namen bijgebouwd.

## Overheid stelt straatnamen vast
Door de invoering van een adressysteem van straatnamen en huisnummers was de overheid gedwongen alle straten te voorzien van een officiële naam, met een straatnaambord. Ook nieuwe straten moesten voortaan meteen van een officiële naam worden voorzien.
Deze gang van zaken is nooit formeel vastgelegd. Pas met de Wet basisregistratie adressen en gebouwen, de Wet BAG, uit 2008, is de straatnaamgeving in Nederland door de overheid van een wettelijke grondslag voorzien. In Vlaanderen geldt het Decreet van de Vlaamse Raad tot bescherming van de namen van de openbare wegen en pleinen van 28 januari 1977, laatst gewijzigd op 29 november 2002.

## Thematische straatnaamgeving

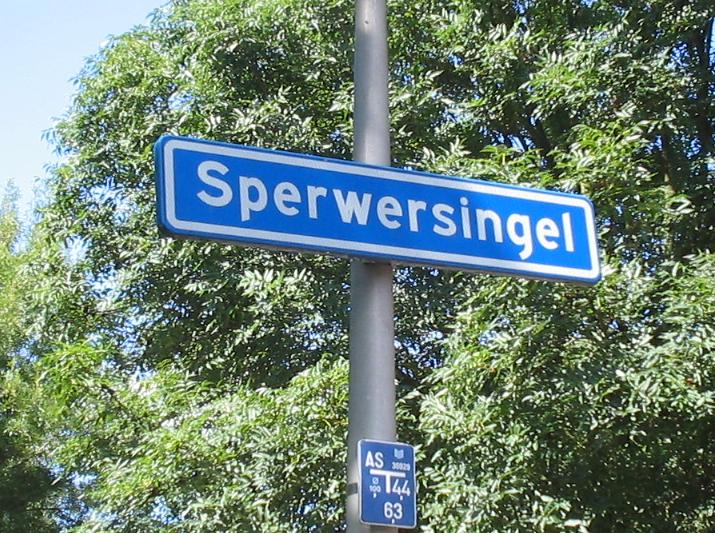
Straat in de Vogelbuurt

Vanaf het midden van de negentiende eeuw kenden de steden in Nederland en België wegens de Industriële revolutie een sterke bevolkingsgroei. Er werden talloze nieuwe straten aangelegd. Vanwege de bevolkingsadministratie, het kadaster en andere administraties, moest de overheid  voor deze straten (en hele wijken) snel namen verzinnen. Aanvankelijk borduurde men voort op de volksmond: straten werden genoemd naar buurten, gebouwen of de richting waarin ze liepen.
Op een gegeven moment werden wijken voorzien van straatnamen volgens één thema. Rond 1900 begon, onder invloed van de Woningwet en de Engelse Tuinstad-gedachte, de periode van de Ot- en Sienstraatnamen, de bloemen- en plantenwijken, de vogelbuurten en de landbouwstraten. Voorbeelden zijn de Vogelwijk in Den Haag en de Kruidenbuurt in Eindhoven. Brouwer en Ten Kroode geven in de richtlijnen van de Vereniging van Nederlandse Gemeenten (VNG) het commentaar: "Het is de idylle van de aangeharkte tuin, het sappige gras en de goudglanzige akker, kortom van de schoolplaten van Jetses, die ons uit deze straatnamen toelacht."
Tot in de jaren 1950 creëerde men zo nieuwe straatnamen. Tijdens de bouwexplosie na de Tweede Wereldoorlog ging men over op samenstellingen met aanduidingen voor bijzondere dieren, planten, abstracta en objecten. Daarbij werden hele aquaria, herbaria, schepen of orkesten uit elkaar gehaald om er straten in nieuwbouwwijken mee te benoemen: de typische Wederopbouw-straatnamen. Het beste voorbeeld van dit naamgevingssysteem is Almere, dat geheel bestaat uit een Muziekwijk, een Literatuurwijk, een Kruidenwijk, een Stripheldenbuurt.
Na de oorlog was er ook het systeem om alle namen in een nieuwe woonwijk te laten eindigen op -horst, -rode en -gaarde. Als eerste gebeurde dit in Rotterdam, en spoedig ook elders. Sindsdien wemelt het in Nederland van de dreven, steden, oorden, zichten, kampen, burgen, horsten, landen en steinen, aldus de publicatie van de VNG.
Tijdens de periode van de 'straatloze' straatnamen bestonden deze uit een biologische soort-aanduiding of een aardrijkskundige naam, zoals Koperwiek, Schokker, Abberdaan en Geestakker. Deze mode is inmiddels voorbij. Straatnamen worden in principe gevormd uit een soortnaam plus een eigennaam.
Soms zijn de straten op beginletter geordend. De Vastertlanden, Vrielinklanden en Veldhoflanden bevinden zich in hetzelfde deel van Enschede-Zuid, terwijl de Braamlanden ergens anders in de wijk is. De bewoners spreken vaak over de V-landen.

## Straten, genoemd naar personen
Het noemen van straten naar personen heeft een lange geschiedenis. In de Romeinse tijd noemden Romeinse keizers hele steden naar zichzelf. De Franse koning Lodewijk XIV heeft in Parijs meerdere standbeelden van zichzelf laten oprichten en meerdere pleinen naar zichzelf laten noemen. Tijdens de Franse revolutie werden deze standbeelden omvergetrokken, en werden de pleinen en straten genoemd naar de waarden en de helden van de revolutie.
In de negentiende eeuw moest de zelfstandigheid van Nederland worden verdedigd, met name tegen Duitsland. België moest zijn zelfstandigheid bewijzen ten aanzien van Frankrijk, en Vlaanderen ten aanzien van Wallonië. In Nederland ontstond in deze tijd een symbolisch landschap van standbeelden en straatnamen ter ere van personen uit de Gouden eeuw. Willem van Oranje en diverse andere Oranjes symboliseren de Nederlandse onafhankelijkheid. Vondel en Vader Cats staan voor de zelfstandige Nederlandse taal. De schilders Rembrandt en Frans Hals symboliseren de Nederlandse cultuur en welvaart tijdens de Gouden Eeuw en Michiel de Ruyter, Piet Hein en Jan Pieterszoon Coen werden geëerd als de bouwers van het Nederlandse imperium overzee.
Monumenten en straatnamen in Vlaanderen werden gewijd aan Ambiorix en de Guldensporenslag. De Belgische koningen kregen hun standbeelden. Egmont en Horne herinneren in Brussel aan de Tachtigjarige oorlog. Rubens vertegenwoordigt de schilderkunst en de cultuur en Guido Gezelle de Nederlandse taal. Van de leden van het Belgische vorstenhuis is vooral de op tragische wijze omgekomen koningin Astrid populair.
Maoz Azaryahu van de Universiteit van Haifa, stelt dat "herdenkingsstraatnamen een kenmerk zijn van de moderne politieke cultuur (…). Ze vereeuwigen historische figuren en gebeurtenissen die, volgens de verantwoordelijke bestuurders, het waard zijn te worden geëerd. De bestuurders introduceren met deze straatnamen een geautoriseerde versie van de geschiedenis in de dagelijkse omgeving. Herdenkingsstraatnamen vormen, samen met herdenkingsmonumenten en historische musea, een zeer bepaalde versie van de geschiedenis. (…) Mogelijk betwist en uiteindelijk uitgedaagd, vormen herdenkingsstraatnamen de concrete neerslag van hegemonische structuren."

## Lokale persoonlijkheden
Ook lokale persoonlijkheden werden geëerd. De publicatie van de VNG spreekt van 'naamkundige mannetjesmakerij'; nationale beroemdheden uit de politiek of de cultuur of die op de een of andere manier met een stad verbonden zijn geweest worden vernoemd: staatslieden, zeehelden, militairen, schilders, dichters, schrijvers, geleerden of musici. Vaak greep men ook terug op personen die alleen een rol hadden gespeeld in de lokale of regionale geschiedenis en cultuur. De achterliggende gedachte daarbij was dat het opvijzelen van de lokale Vondel of Rembrandt het belang van de plaats of streek in het verleden bevestigde en zo wellicht kon bijdragen tot de versterking van het gemeentelijk zelfbewustzijn. Dan waren er de mannen die zich voor de gemeente verdienstelijk hadden gemaakt als bestuurder, arts of ambtenaar en als beloning daarvoor, soms zelfs nog tijdens hun leven, een straat naar zich genoemd kregen.
Bij uitzondering worden straten wel genoemd naar nog levende personen: Arjan Erkelpad (Westdorpe, gemeente Terneuzen), Jochem Uytdehaageplantsoen (Utrecht) of Erik Dekkerpassage (Landgraaf). Dit levert telkens discussies op waar precies de grens ligt bij het vernoemen van personen.

## Koloniale straatnamen
De opbouw van het Nederlandse en het Belgische koloniale imperium in de negentiende eeuw viel samen met de grote stadsuitbreidingen in die tijd. De koloniën hebben opvallende sporen nagelaten in de straatnaamgeving: de zogenaamde Indische en Zuid-Afrikaanse buurten in Nederland met een Jan Pieterszoon Coenstraat en een Van Heutszstraat en heel wat Java-, Sumatra- en Borneostraten; de Lange en Korte Kongostraat in Antwerpen en de Stanleystraat in verschillende steden. De onbetwiste hoofdstad van de koloniale straatnamen is ongetwijfeld Brussel, met zeker 39 straten die naar het kolonialisme verwijzen.

## Twee wereldoorlogen
In tegenstelling tot het neutraal gebleven Nederland, heeft de Eerste Wereldoorlog in België diepe sporen nagelaten, ook in monumenten en in de straatnaamgeving. In Leuven bevindt zich voor het station op het Martelarenplein het Vredesmonument uit 1925. In augustus 1914 vonden hier tientallen terechtstellingen plaats door de Duitsers. Daar vlakbij ligt de Bondgenotenlaan, genoemd naar de Geallieerden. Veel straatnamen in Vlaanderen herinneren aan de verwoeste gewesten, en verwijzen naar de IJzer, en de plaatsen Ieper en Diksmuide, waar aan het oorlogsfront langdurig en verwoestend werd gevochten. In elk dorp werd een monument opgericht voor de gevallen helden.
In Nederland en Vlaanderen zijn veel straten genoemd naar mensen die verzetsdaden gepleegd hebben tijdens de Tweede Wereldoorlog. Aanvankelijk was er weinig aandacht voor de vrouwen in het Verzet.
Met enige regelmaat moeten straatnamen, die zijn ontleend aan personen, worden gewijzigd. Kortgeleden werd in verschillende Vlaamse gemeenten de naam Cyriel Verschaevestraat door andere namen vervangen. Die in Lanaken kreeg de naam Anne Frankstraat.

## Rechtvaardigheid in straatnamen
Na de Tweede Wereldoorlog werden er minder straten ouderwets naar personen genoemd. De verzetshelden worden met straatnamen geëerd, maar er is minder aandacht voor ministers en burgemeesters. De thematische straatnaamgeving liep nog een tijd door, maar vaak worden plaatselijke toponiemen (oude veldnamen) hergebruikt als straatnamen, en is er daarnaast plaats voor meer creativiteit.
In de jaren zestig en zeventig van de twintigste eeuw kwamen de actiegroepen op, wat consequenties heeft voor de straatnaamgeving. De Provobeweging ontstond in 1965 in Amsterdam. Het Van Heutsz-monument in Amsterdam werd beklad. In 1968 werd Martin Luther King vermoord en meteen werden veel parken en straten naar hem genoemd. In de jaren tachtig stonden de straatnamen in de Utrechtse wijk Lombok ter discussie (de Jan Pieterszoon Coen-straat onder andere).
Na de aflopende golf van mannenstraatnamen, volgde een golf van vrouwenstraatnamen. In 1970 werd in Amsterdam de actiegroep Dolle Mina opgericht, genoemd naar de feministe Wilhelmina Drucker. De vrouwen eisen hun aandeel op in de openbare ruimte. Veel gemeenten in Nederland kregen hun vrouwenbuurt, een nieuwbouwwijk met een Aletta Jacobs-straat en een Wilhelmina Druckerstraat.
De jaren zeventig en tachtig zijn tevens de tijd van de protesten tegen het Apartheidsregime in Zuid-Afrika. De protesten richtten zich onder andere op straatnamen in de alomtegenwoordige 'Zuid-Afrikaanse' buurten: de Paul Kruger-lanen en de Jan Smuts-straten. Enkele straatnamen werden veranderd.

## Kritische toponymie
Internationale wetenschappers introduceerden in 2010 de term 'kritische toponymie'. Zij bekijken de cultuurpolitiek van de naamgeving; hoe mensen streven naar controle over hun omgeving en hoe zij onderhandelen met andere groepen en strijden over de naamgeving als ze deelnemen aan een bredere strijd voor legitimiteit en zichtbaarheid. In het zuiden van de Verenigde Staten is in de loop van de negentiende eeuw een 'symbolisch landschap' opgebouwd van standbeelden en straatnamen, ter herdenking van de 'helden' die tijdens de Amerikaanse Burgeroorlog de slavernij verdedigen. De zwarte bevolking wordt zo duidelijk gemaakt dat zij leeft in een land dat niet het hunne is. Vanaf de jaren tachtig worden deze monumenten kritisch bestudeerd. Na een schietpartij in een Afrikaans-Amerikaanse kerk in 2015 was de maat vol. De term Black Lives Matter werd gemunt. Overal werden dit soort monumenten omvergetrokken en straatnamen veranderd. Ook in Nederland worden kritische kanttekeningen geplaatst bij de nationale collectie standbeelden. De openbare ruimte moet worden gedekoloniseerd, klinkt het. Volgens de actievoerders vertellen deze monumenten een verhaal van nationalisme, Europese superioriteit en raciale zuiverheid. 
In 2019 werden de straatnamen in een nieuw gedeelte van IJburg gewijd aan 27 personen die hebben gestreden tegen kolonialisme, en aandacht hebben gevraagd voor het slavernijverleden. In 2019 kreeg de straatnaamcommissie in Rotterdam de opdracht van het college van burgemeester en wethouders om voorrang te verlenen aan vrouwen en mensen met diverse culturele achtergronden. Ook in andere gemeenten zijn in 2019 moties aangenomen van deze strekking. In België worden met name de monumenten en straatnaamborden ter ere van Leopold II omvergetrokken en beklad.

## Vinex
De Amersfoortse wijk Kattenbroek is in de jaren negentig ontworpen door de architect en stedenbouwkundige Ashok Bhalotra. Hij legt sterk de nadruk op structuren, waarvoor hij hier namen hanteerde als de Ring, de Laan der Hoven, de Verborgen Zone, het Masker en de Kreek. Woonthema’s kregen namen als de Gesloten Stad, het Fort, de Boerderijenkamer, de Brugwoningen en Wonen aan Wintertuinen. Landschappen werden onderscheiden als Water, Vijver, Bos, Veld en Moeras en stedelijke morfologiën als Laan, Singel, Plein, Steeg en Straat.
Brandevoort, een Vinex-wijk van Helmond, gebouwd in 2000-2021, is ontworpen door onder andere Rob Krier. De stadskern de Veste, gedeeltelijk opgeleverd in 2005, is historiserend aangelegd in de stijl van een zeventiende-eeuws Brabants stadje, met herenhuizen aan grachten. Veel straten hebben nostalgisch klinkende namen als Broederwal, Neerwal, Emandsgangske en Sterkenstraatje.
In Vinexwijken is soms veel moeite gedaan om bepaalde wijken een eigen identiteit te geven. Een gebiedsspecifieke identiteit omvat elementen uit het recente verleden zoals wegen, lanen, dijken, kreken, vaarten en plassen, bebouwing, zoals boerderijen en kastelen en beplanting, zoals bos, bomenlanen en heggen. Identiteiten kunnen ook ontleend zijn aan een ver verleden, zoals archeologische vondsten. Een ‘geleende identiteit’ kan ontleend worden aan stedelijke elementen, zoals straten, grachten, muren en poorten, of dorpselementen, zoals pleintjes en woonstraatjes. Een gekozen identiteit kan verwijzen naar Tuinwijk of Dorp. ‘Bijzondere effecten’ zijn bijvoorbeeld het kleurgebruik in Almere-Buiten Vinex.
Een goed voorbeeld van een themawijk is Le Medi in de wijk Bospolder in het Rotterdamse stadsdeel Delfshaven. De architectuur en stedenbouwkundige opzet zijn geïnspireerd op de architectuur van de landen rond de Middellandse Zee, met onder andere kleurige huizen en mozaïek. De namen Oaseplein, Kasbahhof, Agadirhof en Medinastraat ondersteunen dit beeld.
Veel mensen die zich bezighouden met straatnaamgeving vragen zich af of de huidige straatnaamgeving niet ouderwets is. Is modernisering noodzakelijk en zo ja, hoe dan? Sommigen stellen dat de straatnaamgeving geen monopolie van de overheid mag zijn en vragen meer aandacht voor de volksmond en inspraak van de bevolking. Er worden ook vraagtekens gezet bij het systeem van eerbetoon aan personen door middel van straatnamen.
Anderen willen straatnamen moderniseren door ze te noemen naar huidige zaken en personen als de Computerweg met de Printerstraat, de Scannerstraat en de Modemstraat in Amsterdam, of een Beatlestraat en een John Lennonstraat in Nijmegen-Noord.

## Wettelijke grondslag
Met de Verpondingswet van 1807 waren alle steden en gemeentes in Nederland verplicht de huizen te nummeren. Langzaam maar zeker is een systeem ontstaan van officieel vastgelegde straatnamen, gecombineerd met een huisnummering per straat. Vaak wordt de Gemeentewet van 1851 genoemd als wettelijke grondslag voor de straatnaamgeving in Nederland.
In Nederland wordt de vaststelling en de registratie van de straatnamen geregeld door de Wet Basisregistraties Adressen en Gebouwen (Wet BAG), uit 2008. Deze wet is zeer technisch van karakter, louter gericht op het registreren van adressen en gebouwen, en eist het tijdig vaststellen van adressen (oftewel naamgeving en nummering). Deze inmiddels in 2018 vernieuwde wet zegt, naast vaststelling door het bevoegde gemeentelijke orgaan, verder niets over de eisen waaraan een straatnaam zou moeten voldoen. "De gemeenteraad deelt het grondgebied van de gemeente in een of meer woonplaatsen in, stelt de openbare ruimten vast en kent nummeraanduidingen toe aan de op het grondgebied van de gemeente gelegen verblijfsobjecten, standplaatsen en ligplaatsen." Bij verordening kan deze bevoegdheid ook (deels) worden gegeven aan het college van burgemeester en wethouders. Dit laat zich meestal bijstaan door een commissie straatnaamgeving of een commissie naamgeving openbare ruimten. Vrijwel alle Nederlandse gemeenten hebben regelgeving hieromtrent vastgelegd in een straatnaamverordening.
De Vereniging van Nederlandse Gemeenten, de VNG, heeft richtlijnen opgesteld, de publicatie Benoemen, nummeren en begrenzen uit 2002. Dit boekje heeft geen status van wet, maar omdat veel gemeentelijke verordeningen op dit boekje gebaseerd zijn gaat er een grote invloed van uit. In Vlaanderen geldt het Decreet van de Vlaamse Raad tot bescherming van de namen van de openbare wegen en pleinen van 28 januari 1977, laatst gewijzigd op 29 november 2002. "Bij het vaststellen van de naam van openbare wegen en pleinen of het wijzigen van deze naam wordt bij voorkeur geput uit gegevens van de plaatselijke geschiedenis, het kunst- en cultuurleven, de toponymie en de volkskunde." Tot 1977 waren Vlaamse gemeenten verplicht om bij de creatie en wijziging van straatnamen advies in te winnen bij de Koninklijke Commissie voor Toponymie en Dialectologie (KCTD). Sinds 1977 is het vragen van advies niet meer verplicht, maar wel nog facultatief.
Als een straat naar een persoon wordt genoemd, kiest de gemeente vrijwel altijd voor overledenen. De periode tussen de naamgeving en de sterfdatum verschilt per gemeente. Bij sommige gemeenten is dat minimaal 25 jaar, bij anderen minimaal 5 jaar. Door deze periode in te stellen, wordt de kans kleiner dat de gemeente een straat naar iemand vernoemt die een besmet verleden blijkt te hebben. Een pijnlijk voorbeeld hiervan was de in 1945 vernoemde Stalinlaan in Amsterdam-Zuid, die na de Hongaarse inval in 1956 werd omgedoopt in Vrijheidslaan. Een uitzondering op deze regel wordt overal gemaakt voor leden van het Koninklijk Huis. Er zijn echter meer uitzonderingen; zo werd al in 1964 in Enschede een straat naar Jozef Cals genoemd en in Utrecht naar judoka Anton Geesink. Daar ging de judoka later ook nog eens zelf wonen.
In het buitenland worden straten ook wel naar data van belangrijke historische gebeurtenissen vernoemd. Een voorbeeld is de Via XX Settembre in veel Italiaanse steden; het gaat daar om de Inname van Rome in 1870.
In Nederland is dit minder gebruikelijk. Uitzonderingen zijn enkele pleinen, zoals Plein 1960 in Amstelveen, naar het opleveringsjaar van het plein; Plein '40-'45 in Amsterdam-Slotermeer, naar de Tweede Wereldoorlog; Plein 1813 in Den Haag, vanwege het einde van de Franse overheersing, 
met een gedenkteken op het plein ; Plein 1944 in Nijmegen, ter herinnering aan het bombardement van 22 februari 1944 en de latere bevrijding van die stad; Plein 1992 in Maastricht, naar het Verdrag van Maastricht; en Plein 1953 in de Rotterdamse wijk Pendrecht, naar de Watersnoodramp.

## Namen en nummers
Het is een hardnekkig misverstand dat de straten in de Nijmeegse stadsdelen Dukenburg en Lindenholt en in sommige wijken in Wijchen geen naam zouden dragen, maar alleen genummerd zouden zijn. Het aantal straatnamen is tot een minimum beperkt. Alle straten waarvoor geen andere namen zijn vastgesteld, hebben dezelfde naam als de wijk of de buurt. In deze straatnamen komen geen cijfers voor. De huisnummers die hieraan gekoppeld zijn bestaan uit vier of in uitzonderlijke gevallen vijf cijfers. Bij het adres Malvert 3316 is de straatnaam Malvert en het huisnummer 3316. Aan de openbare ruimte van het type weg met de naam Zwanenveld zijn 2378 adressen gekoppeld (huisnummers 1219 t/m 90126).
In Lelystad eindigt een aantal straatnamen wel op een getal van twee cijfers. Dit levert een aantal straatnamen op waarbij alleen de laatste twee cijfers verschillen. De combinatie met lage huisnummers is tamelijk verwarrend. In de wijk Kempenaar vindt men het adres Kempenaar 06 6. De straatnaam is Kempenaar 06 en het huisnummer 6.
Een soortgelijk systeem treft men aan in 's-Hertogenbosch, maar dan begint de straatnaam met een voluit geschreven nummer. In de wijk Rompert vindt men de straatnamen Eerste Rompert en Achtste Rompert.
De Hoofddorpse wijk Graan voor Visch kent grootschalige huisnummers, zonder streepje. Aan de openbare ruimte van het type weg met de naam Graan voor Visch zijn 1632 huisnummers gekoppeld (huisnummers 13711 t/m 19924). De gedachte hierachter stamt uit de jaren 70 van de 20e eeuw, toen werd besloten dat nieuw te bouwen wijken alleen nog voorzien zouden worden van een wijknaam en huisnummers. Graan voor Visch, als eerste nieuwbouwwijk in de stad, kreeg nummers die alle met 1 begonnen. Bij later gebouwde wijken is de systematiek niet voortgezet, en in de wijk Graan voor Visch zijn decennialang stemmen opgegaan om alsnog tot gewone straatnaamgeving over te gaan. Nog steeds bestaan er in bepaalde computersoftware invulformulieren waarbij voor het huisnummer slechts vier posities zijn gereserveerd.

## Straatnaam veranderen
Het veranderen van een straatnaam kost een gemeente veel geld. Niet alleen moet de Gemeentelijke Basisadministratie worden aangepast, ook veranderingen in kadastrale en andere bestanden zijn nodig. Ten slotte doet zich de vraag voor of bewoners de gemeente zelfs niet kunnen aanspreken voor de kosten die de vervanging van huisnummerborden en briefpapier met zich meebrengt.
Het komt weleens voor dat er fouten worden gemaakt bij de toekenning van straatnamen en vanwege de kosten wordt dan toch besloten de fout te handhaven. Zo heeft de gemeente Rotterdam besloten de spelfout in Melanchtonweg (het moest Melanchthonweg zijn) niet officieel te verbeteren.
Op elkaar lijkende straatnamen kunnen in de praktijk weleens voor vergissingen zorgen.
- In Hengelo is er een Parijsstraat (in de stedenbuurt) en een Patrijsstraat (in de vogelbuurt), wat garant staat voor vergissingen. Toch kiest men er niet voor een van deze namen te veranderen.
- In Almere is een plein met de naam Markt en een plein met de naam Grote Markt, die beide ook nog eens in een ander stadsdeel liggen.
- Vaak komt het voor dat er straten zijn die in het achtervoegsel verschillen. In de Regentesselaan in Den Haag bevindt zich een plein dat Regentesseplein heet. Plein en laan hebben onafhankelijke huisnummers. Nog verwarrender is dat de -laan niet bij het -plein eindigt: aan de andere kant van het -plein gaat de -laan weer verder.
- In de gemeente Apeldoorn bevinden zich de straten Hooiland, Gooiland en Goorland. Dit gaf in 2007 verwarring bij de brandweer.[11]

Bij kleine veranderingen worden niet altijd de oude bordjes weggehaald. Zo is er in Hilversum de Bosdrift maar op diverse plaatsen langs de weg hangen nog steeds straatnaambordjes met de oude spelling Boschdrift. Ditzelfde geldt voor de Zeedijk in Hilversum: er hangen nog steeds straatnaambordjes met de oude spelling Zeedyk.
Ter ere van Ramses Shaffy heeft de gemeente Leiden in 2023 het plein aan de LUMC-zijde van station Leiden Centraal semi-officieel omgedoopt tot Ramses Shaffy Plein. Dit is aangegeven met een straatnaambord in een afwijkende kleur. De adressen van de panden aan het plein zijn niet gewijzigd, daarvan is de straatnaam Bargelaan gebleven.

## Tweetalige straatnaamborden

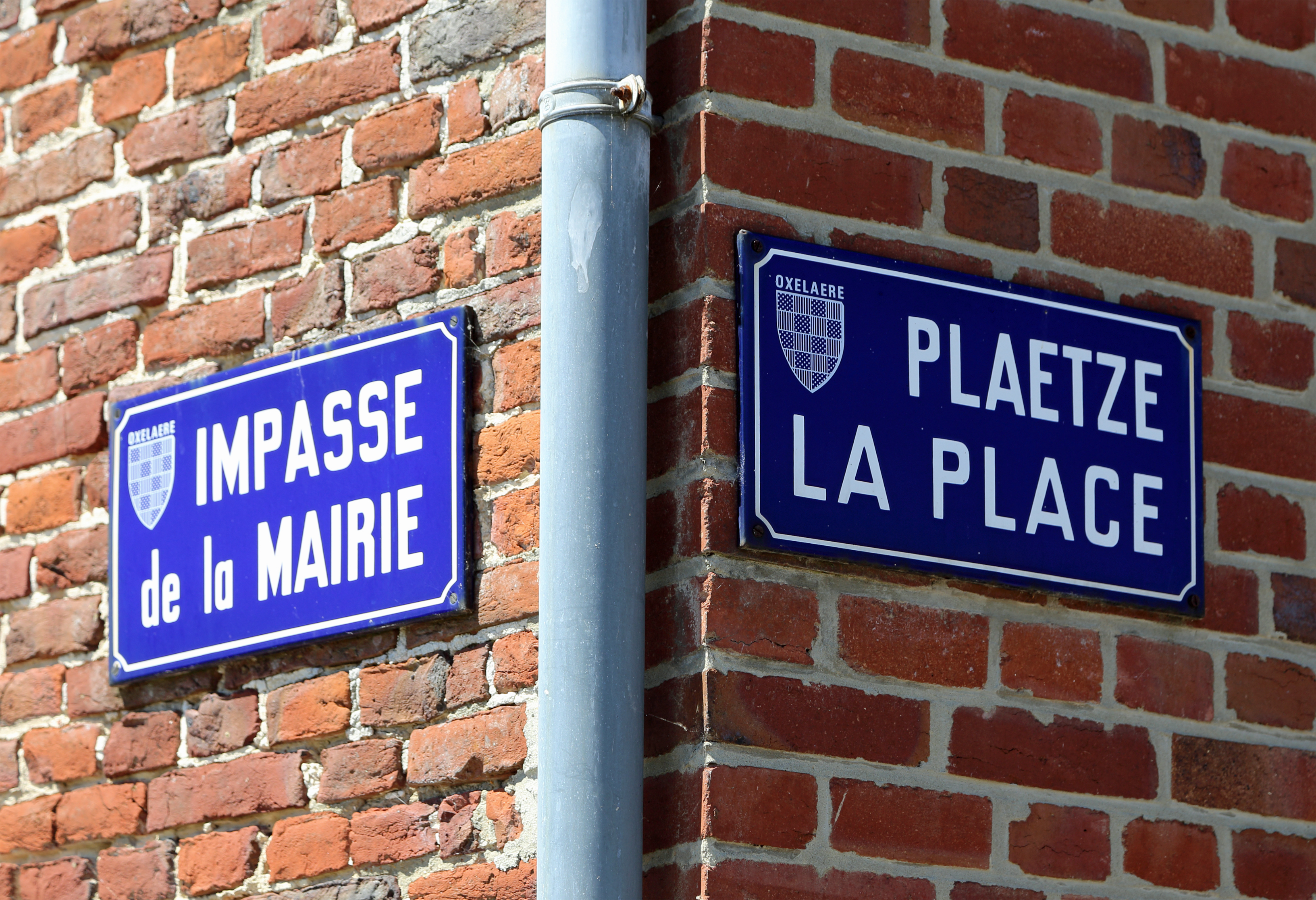
Straatnaamborden in het Frans-Vlaamse dorp Oxelaëre (département du Nord, Frankrijk), met rechts een tweetalig bord Vlaams-Frans

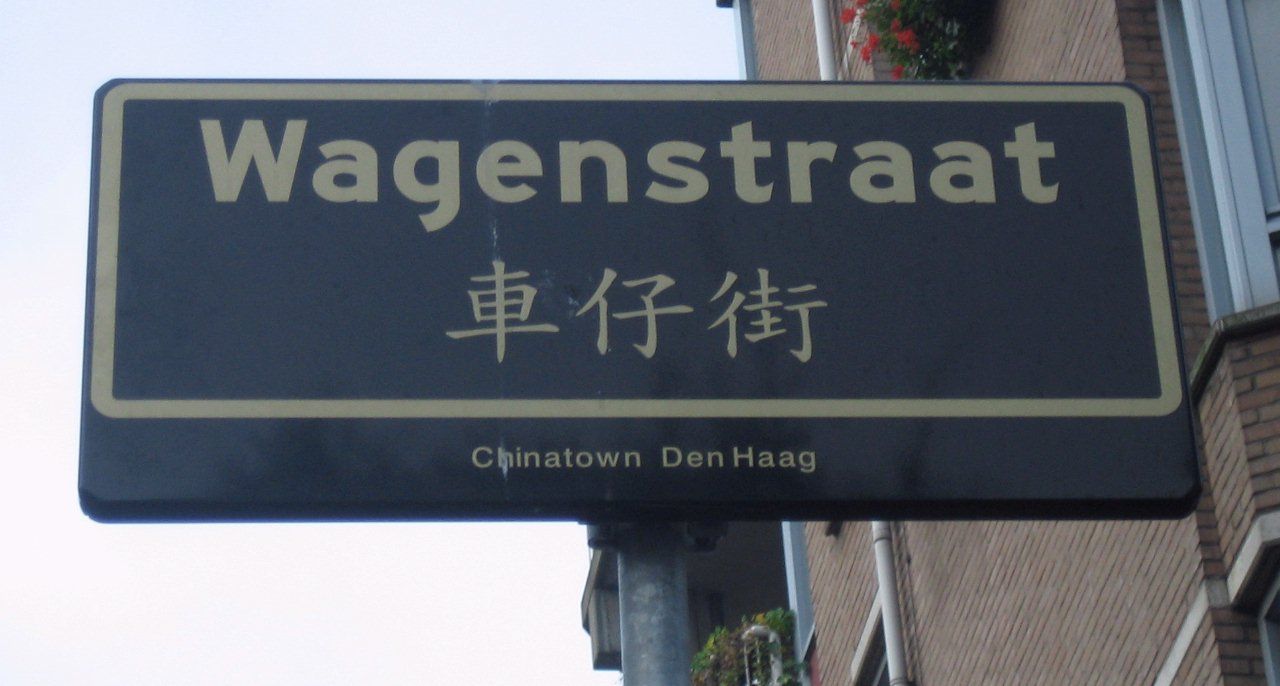
Haags straatnaambord met traditioneel Chinees eronder

In Nederland en Vlaanderen is hier en daar sprake van tweetalige straatnaamborden. Volgens de Taalwet Bestuurszaken van 1966 is de deelstaat Vlaanderen eentalig Nederlands en de 'region' Wallonië eentalig Frans. Brussel Hoofdstedelijk Gewest is tweetalig. Enkele gemeenten in Vlaanderen hebben een beschermde Franstalige minderheid, enkele gemeenten in Wallonië een Nederlandstalige, de zogenaamde faciliteitengemeenten.
De straatnaamborden in Brussel zijn derhalve tweetalig Nederlands en Frans. In de praktijk wordt eerst de Franse naam vermeld en daarna de Nederlandse. In de Nederlandse variant wordt de straatnaam vaak incorrect niet aan elkaar geschreven, bijvoorbeeld Rue de la Montagne Berg Straat, of Rue Joseph Claes Straat. In de faciliteitengemeenten zijn de straatnaamborden in het Nederlands met daaronder de Franse naam in een kleiner corps, of in het Frans met de Nederlands naam in een kleiner corps.
In Frans-Vlaanderen, het uiterste noorden van Frankrijk waar nog een Vlaams dialect gesproken wordt, staan tweetalige straatnaamborden, bijvoorbeeld Rue du Champ du Coutre – Kouterveldstraete in Ochtezele.
In Friesland zijn de straatnaamborden soms eentalig Nederlands, soms eentalig Fries en soms tweetalig. Het doel van het Kaderverdrag inzake de bescherming van nationale minderheden, in 1995 door de leden van de Raad van Europa gesloten en door Nederland in 1995 ondertekend en in 2005 geratificeerd, is de juridische erkenning van nationale minderheden en het beschermen van hun rechten. Nederland heeft aangegeven de Friezen als nationale minderheid in de zin van dit verdrag te beschouwen. Volgens het verdrag zouden eigenlijk alle straatnaamborden in het Friese taalgebied tweetalig moeten zijn, maar de Wet BAG is blijkbaar niet ingesteld op tweetaligheid.
Ook namen die in de volksmond gebruikt worden, worden wel op de straatnaamborden geplaatst. Maastricht, Leuven, Aalst en Geraardsbergen hebben enkele straatnaamborden ingevoerd met namen in het Nederlands en het Limburgs, dan wel het plaatselijke dialect. Soms wijkt de volksnaam af van de officiële en is er sprake van dubbelnamigheid (het De Bosquetplein – Heksenhook of Heksenhoek in Maastricht, en het Pater Damiaanplein – Pottekesmèt of Pottekensmarkt en de De Beriotstraat – Kattestroot of Kattenstraat in Leuven).
In de Nieuwmarktbuurt in Amsterdam en in de Chinese wijk van Den Haag zijn een aantal straatnaambordjes niet alleen van een straatnaam in het Nederlands voorzien, maar ook in Chinese karakters. Dit vanwege de vele Chinezen in deze buurt.
In het Nederlands-Limburgse Kerkrade bevindt zich een straat die tevens de grens met de Duitse plaats Herzogenrath vormt. Hierdoor heeft deze straat ook een dubbele naam: Nieuwstraat/Neustraße. Eenzelfde verschijnsel is de Heelweg/Hellweg die de grens vormt tussen het Nederlandse Dinxperlo en het Duitse Suderwick.

## Straatnamen internationaal

### Tweetalige straatnamen

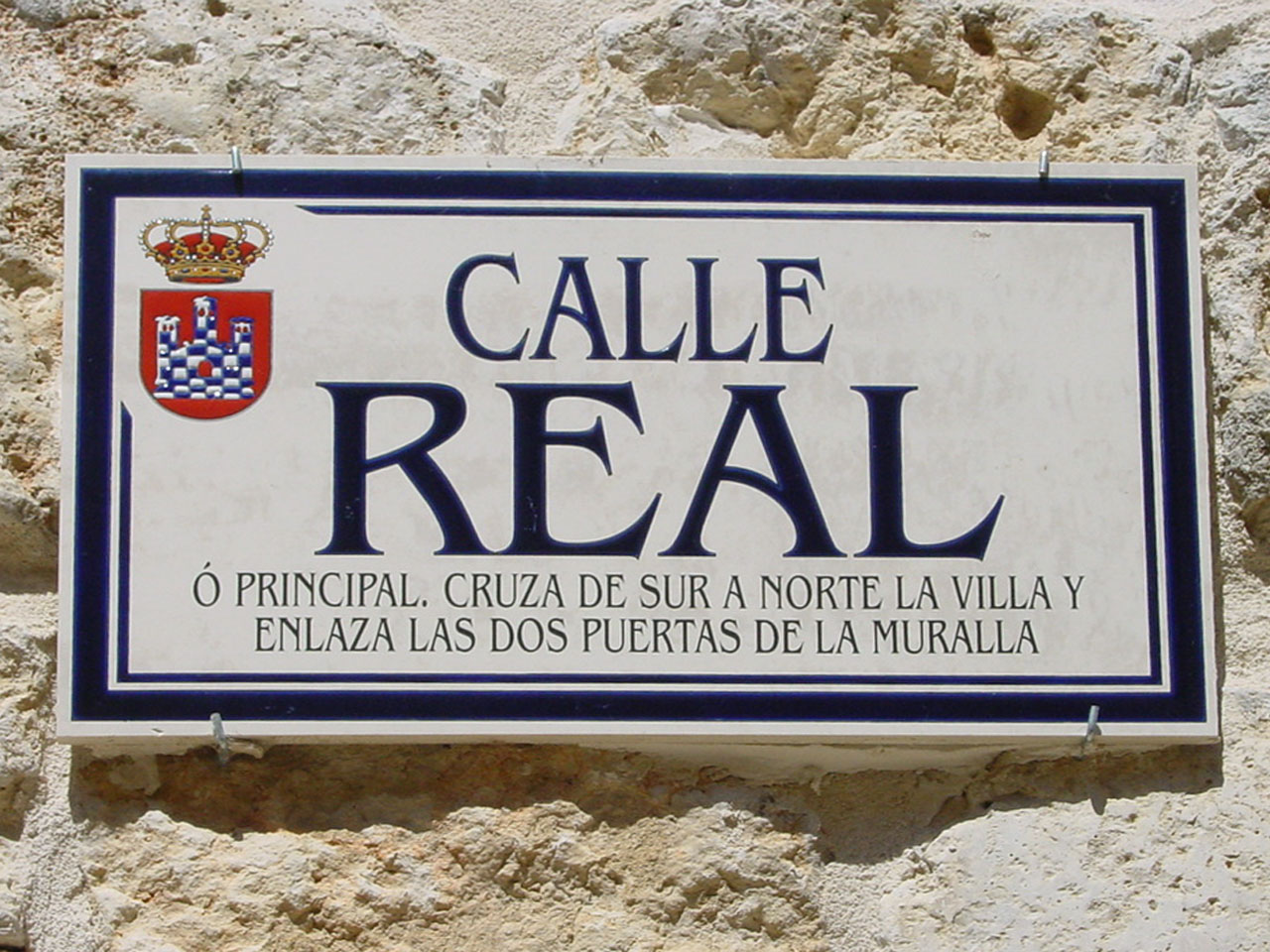
Straatnaambord in Spanje

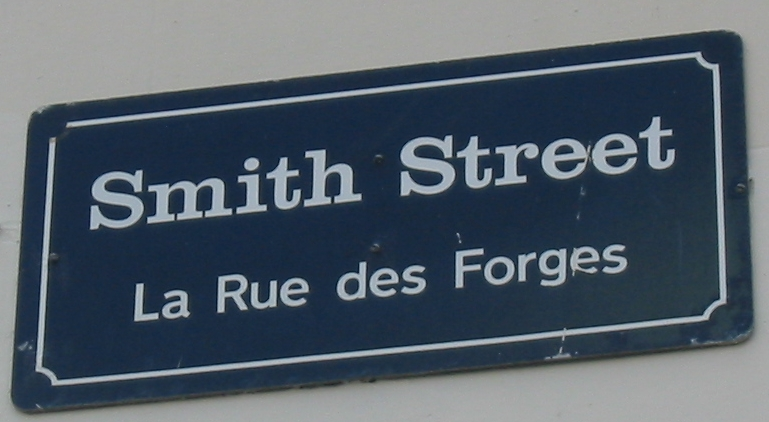
Straatnaam in het Engels en Frans, op Guernsey

In regio's met minderheidstalen zijn de straten vaak in twee talen aangeduid zoals in Catalonië en Perpignan in het Spaans resp. Frans en Catalaans; in Bretagne in het Bretons en Frans; in Wales in het Welsh en Engels.

## Straatnamen noch huisnummers
In Midden-Amerikaanse landen, zoals Nicaragua, is het fenomeen straatnaam nauwelijks bekend of in gebruik. Straten hebben namen noch nummers, maar worden aangeduid met lokaal bekende herkenningspunten zoals een school, kerk, of bioscoop. Huisnummering ontbreekt ook; dus de plaatsaanduiding wordt aangevuld met hoeveel meter ten noorden of enige andere windstreek, van het herkenningspunt het pand gelegen is. Deze vorm van adressering, die eigenlijk meer een routebeschrijving is, vult vaak de gehele voorzijde van een envelop, zodat de postbode noodzakelijkerwijs veel moet lezen. Deze adressering leidt in het algemeen tot een hoop gezoek en gegis, zeker voor vreemdelingen die de algemeen bekende herkenningspunten niet kennen. Bovendien komt het voor dat de herkenningspunten zijn afgebroken of van functie veranderd.
Twee voorbeelden uit Managua:
- de Nederlandse ambassade is weliswaar gevestigd aan een straat met een naam - de Calle Erasmus de Rotterdam - maar het adres is Carretera a Masaya km 5, del Colegio Teresiano 1c sur, 1c abajo. Dat is: "5 kilometer over de weg naar Masaya, bij het Colegio Teresiano 1 blok naar het zuiden en dan 1 blok naar beneden".
- het Belgische consulaat is gevestigd aan een straat met naam die ook gebruikt wordt; maar een huisnummer heeft het niet: Calle 27 de Mayo, frente a gasolinera Esso: tegenover de Esso-pomp op Calle 27 de Mayo.

## Straatnummers per blok

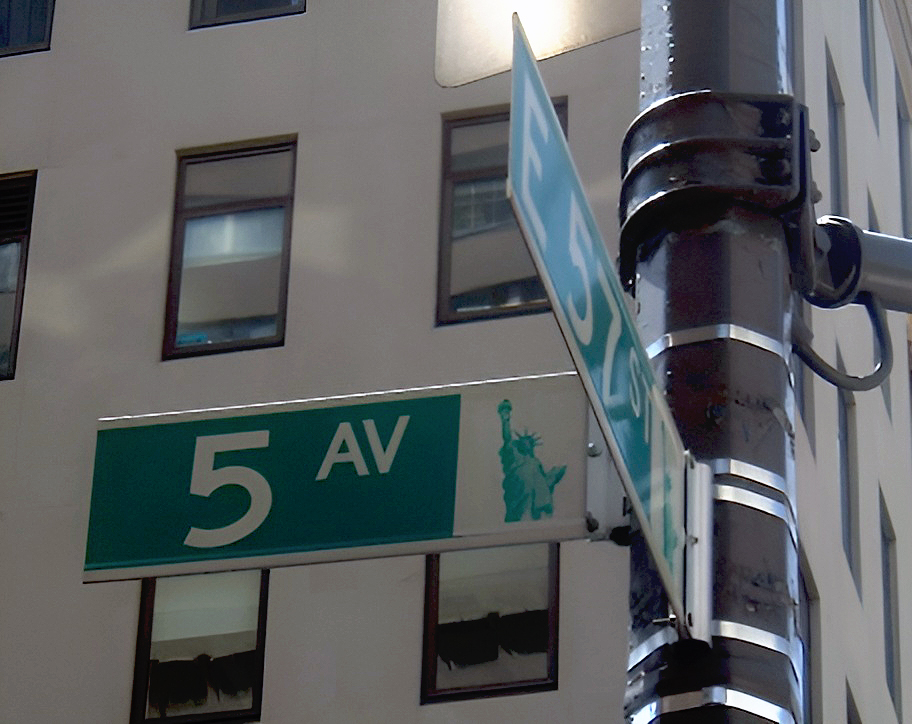
Hoek van Fifth Avenue en East 57th Street in New York

In veel Noord- en Zuid-Amerikaanse steden, zoals New York, Denver, San Francisco en Bogota zijn veel van de straten genummerd. In dit systeem is het in sommige opzichten makkelijker om een straat te vinden.

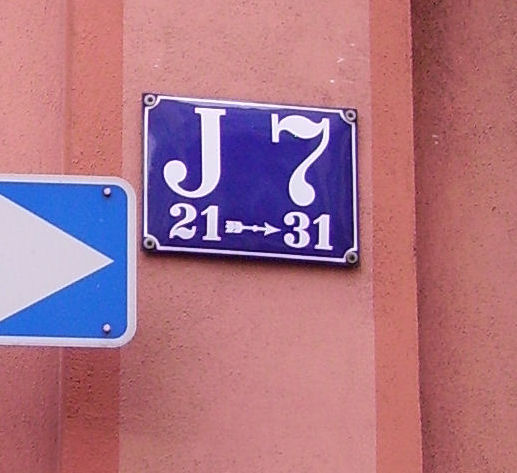
Straatnaam J7 in Mannheim

In het in een schaakbordpatroon gebouwde centrum van Mannheim in Duitsland zijn de straten sinds 1811 benoemd door middel van een letter en een cijfer (A3, B5 enzovoort) in plaats van een straatnaam.